# Рона Амброуз
Роналі Амброуз Вейтч PC (англ.: Ronalee Ambrose Veitch, [ˈrɒnə ˈæmbroʊz] RAWnə AMbrohz, уроджена Чапчук; народилася 15 березня 1969 року) — колишня канадська політикиня, яка була тимчасовою лідеркою Консервативної партії та лідеркою опозиції між 2015 і 2017 роками. З 2015 по 2017 рік вона була членом Консервативної партії Палати громад від Стерджен-Рівер-Паркленда, а раніше (з 2004 по 2015 рік) представляла Едмонтон-Спрюс-Гроув.
Під час свого першого терміну депутатки в опозиції, вона була критикинею міжурядових дій Консервативної партії. Також Амброуз обіймала посаду віце-голови Ради казначейства та  численні посади в кабінеті міністрів Канади: міністерки охорони здоров'я, міністерки навколишнього середовища, міністерки міжурядових справ, міністерки диверсифікації західної економіки, міністерки праці, міністерки громадських робіт та державних послуг та міністерка у справах жінок. Вона була президенткою Таємної ради королеви Канади. Також вона є колишньою консультанткою з комунікацій і консультанткою з питань державної політики уряду Альберти.
У травні 2017 року вона оголосила про відставку з федеральної політики, яку запланувала на літо. Наступного дня Канадійський інститут при Міжнародному науковому центрі Вудро Вільсона призначив її запрошенною співробітницею. У липні 2017 року вона вийшла на пенсію, заявивши, що сподівається, що зможе «надихнути жінок розглянути можливість йти на державну службу».
У серпні 2017 року ліберальний уряд Джастіна Трюдо призначив Амброуз до консультативної ради НАФТА з 13 членів, яка мала б висловити думку та відгуки про переговори зі Сполученими Штатами та Мексикою.

## Молодість і освіта
Емброуз народилася як Роналі Чапчук у Веллів'ю, Альберта, була дочкою Коллін (уроджена Кларк) і Джеймса Чапчука. Вона виросла в Бразилії та в окрузі Паркленд, Альберта. Крім англійської, вона також говорить португальською та іспанською мовами. Емброуз має ступінь бакалаврки мистецтв у галузі жіночих і гендерних досліджень Університету Вікторії та ступінь магістерки мистецтв у галузі політичних наук Університету Альберти.

## Політичні погляди
Амброуз — феміністка. До її роботи у канадській федеральній політиці громадська діяльність Емброуз включала участь в організаціях, які працюють над припиненням насильства щодо жінок, у тому числі в групі дій «Статус жінок», Кризовому центрі сексуального насильства та сексуального насильства Вікторії та Едмонтонському жіночому притулку.
Амброуз також називає себе лібертаріанцею і є шанувальникцею романів Айн Ренд, таких як «Атлант розправив плечі» та «Джерело». Вона була членом Тристоронньої комісії, організації, спрямованої на тіснішу співпрацю між Європою, Північною Америкою та Японією.

## Політична кар'єра
Амброуз була вперше обраною до парламенту на федеральних виборах 2004 року. Балатувалася вона на новоствореній окрузі Едмонтон-Спрюс-Гроув на заході Едмонтона.
16 лютого 2005 року вона потрапила в заголовки газет після того, як висловилася в парламенті на адресу ліберального міністра соціального розвитку Кена Драйдена щодо ліберального національного плану догляду за дітьми: «працюючі жінки хочуть робити свій власний вибір, нам не потрібні старі білі хлопці, які говорять нам, що робити».

### Міністерка екології
На виборах 2006 року Емброуз успішно захистила своє місце в Едмонтон-Спрюс-Гроув, набравши 66,8 % голосів. Потім її призначили міністеркою навколишнього середовища в уряді меншості прем'єр-міністра Стівена Гарпера. Призначення Амброуз до кабінету міністрів зробило її наймолодшою жінкою, призначеною до кабінету на той час.
7 квітня 2006 року Амброуз оголосила, що Канада не має шансів досягти своїх цілей за Кіотським протоколом і тому повинна встановити більш реалістичні цілі щодо скорочення викидів парникових газів. «Посадові особи мого департаменту та представники департаменту природних ресурсів зазначили, що Канаді неможливо досягти своєї кіотської цілі. І дозвольте мені бути відвертою. Я спілкувалася з нашими міжнародними колегами протягом останнього місяця, і ми не єдина країна, яка опинилася в такій ситуації», — сказала Амброуз.
13 квітня 2006 року Амброуз перешкодила Марку Тушингему, вченому з Канади з охорони навколишнього середовища, виступити на презентації його науково-фантастичного роману «Гарячіше пекла», дія якого відбувається в антиутопічному майбутньому, викликаному глобальним потеплінням. Видавець Тушингема та екологи вважали, що це сталося тому, що книга не відповідала поглядам уряду на зміну клімату, але речник Амброуза сказав, що промовця вважали вченим канадського навколишнього середовища, який виступав як офіційна особа, а отже, його виступ був недоречним.
25 квітня 2006 року Амброуз висловила свою підтримку Азійсько-Тихоокеанського партнерства з чистого розвитку та клімату (тепер уже не існуючого) як альтернативи Кіотському протоколу, оскільки воно включає Китай та Індію, дві великі країни-забруднювачі, які не зв'язані положеннями останньої угоди. АТП мало добровільні цілі скорочення викидів і було зосереджене на розробці технологічних рішень для вирішення проблеми зміни клімату.
У травні 2006 року Емброуз розкритикувала нездатність попереднього ліберального уряду досягти високих цілей, які вони обговорили в Кіото, сказавши: «Нам доведеться витягти кожну вантажівку та автомобіль з вулиці, закрити кожен потяг і зупинити кожен літак, щоб дістатися до Кіотський протокол націлений на лібералів, домовлених для Канади».
У червні 2006 року невдоволення опозиції діями Амброуз на посаді міністерки навколишнього середовища спонукало НДП і Квебекський блок спробувати внести в екологічний комітет Палати громад подання про її відставку. Справу було заблоковано за допомогою лібералів після того, як консерватори заявили, що це буде вотум довіри, який, якщо він буде прийнятий, призведе до виборів восени 2006 року.
У серпні 2006 року вона заявила: «Я вітаю зобов'язання Британської Колумбії зберегти та збільшити популяцію північної плямистої сови… Я вважаю, що, враховуючи заходи, які вони вживають, такі як припинення вирубки на територіях, які зараз зайняті совами, зараз немає безпосередньої загрози для виживання чи відновлення північної рябої сови».
19 жовтня 2006 року Амброуз представила Закон про чисте повітря, який мала на меті скоротити рівень викидів парникових газів, починаючи з 2020 року, скоротивши їх приблизно до половини рівня 2003 року до 2050 року. Вона також представила інші правила для промисловості та транспортних засобів, а також можливу співпрацю між федеральним урядом і провінціями для створення системи, яка б повідомляла про викиди в повітря. В інтерв'ю ЗМІ Амброуз заперечила, що консервативний уряд вийшов з Кіотського протоколу, незважаючи на його попередній опір. Однак у промисловості буде час до 2010 року, перш ніж вони, як очікується, скоротять викиди, а уряд не матиме остаточних (і добровільних) цілей, готових до 2020 року. Нафтовим компаніям доведеться скорочувати викиди за барель, скорочення пропорційне видобутку.
У листопаді 2006 року Амброуз взяла участь у Конференції ООН зі зміни клімату в Найробі, Кенія.
За кілька тижнів до того, як Емброуз було звільнено від портфеля охорони навколишнього середовища, вона сказала парламентському комітету, що Канада сплатила свої борги за Кіотським протоколом, але офіційний представник Міністерства навколишнього середовища Канади вказав, що рахунок досі не сплачений.

### Диверсифікація західної економіки та міжурядові відносини
Наприкінці 2006 року почали з'являтися новини про можливу перестановку в Кабінеті міністрів, яка включала переміщення Амброуз з її портфеля охорони навколишнього середовища. У рамках перестановки в кабінеті міністрів 4 січня 2007 року Амброуз була змінена на посаді міністра охорони навколишнього середовища Джоном Бердом і він став міністром диверсифікації західної економіки, міністром міжурядових справ і президентом Таємної ради королеви Канади.

### Міністерка праці та Міністерка громадських робіт і державних послуг
Після перемоги на виборах 2008 року 30 жовтня Амброуз була призначена міністеркою праці. 19 січня 2010 року Амброуз змінила Крістіана Параді та була призначена новою міністеркою громадських робіт і державних послуг, де вона представила великий проєкт, спрямований на покращення того, як уряд керує своїми системами оплати праці та пенсійним забезпеченням і «який модернізує послуги, запровадить ефективність, а також покращити наші обов'язки з управління в цих сферах». Цією системою мала бути Phoenix Pay System.

### Міністерка, відповідальна за становище жінок
9 квітня 2010 року, після того, як Гелена Ґерґіс була звільнена з кабінету, Амброуз також була призначена міністеркою, відповідальну за становище жінок.
Канадою був офіційно запропонований як резолюція Генеральної Асамблеї ООН Міжнародний день дівчаток. Рона Амброуз, міністерка Канади у справах жінок, виступила авторкою резолюції; делегація жінок і дівчат виступила з доповідями на підтримку ініціативи на 55-му засіданні Комісії ООН зі становища жінок. 19 грудня 2011 року Генеральна Асамблея Організації Об'єднаних Націй проголосувала за ухвалення резолюції про визнання 11 жовтня 2012 року Міжнародним днем дівчаток.
26 вересня 2012 року Амброуз проголосувала за Подання 312 — подання депутата від Консервативної партії Стівена Вудворта, яке передбачало доручення комітету Палати громад переглянути розділ Кримінального кодексу, який визначає, з якого моменту починається людське життя. Розглядаючи цю пропозицію як спробу відновити дебати щодо законів про аборти, канадійські групи, які виступають за вибір, і опозиційні партії Палати громад вважали її голосування несумісним з її посадою міністерки і спонукали до її відставки. Зрештою пропозицію було відхилено Амброуз відповіла своїм критикам, висловивши своє занепокоєння дискримінацією дівчат, яка стала можливою через аборти з вибором статі. Групи За життя похвалили Амброуза за підтримку руху.

### Міністерка охорони здоров'я

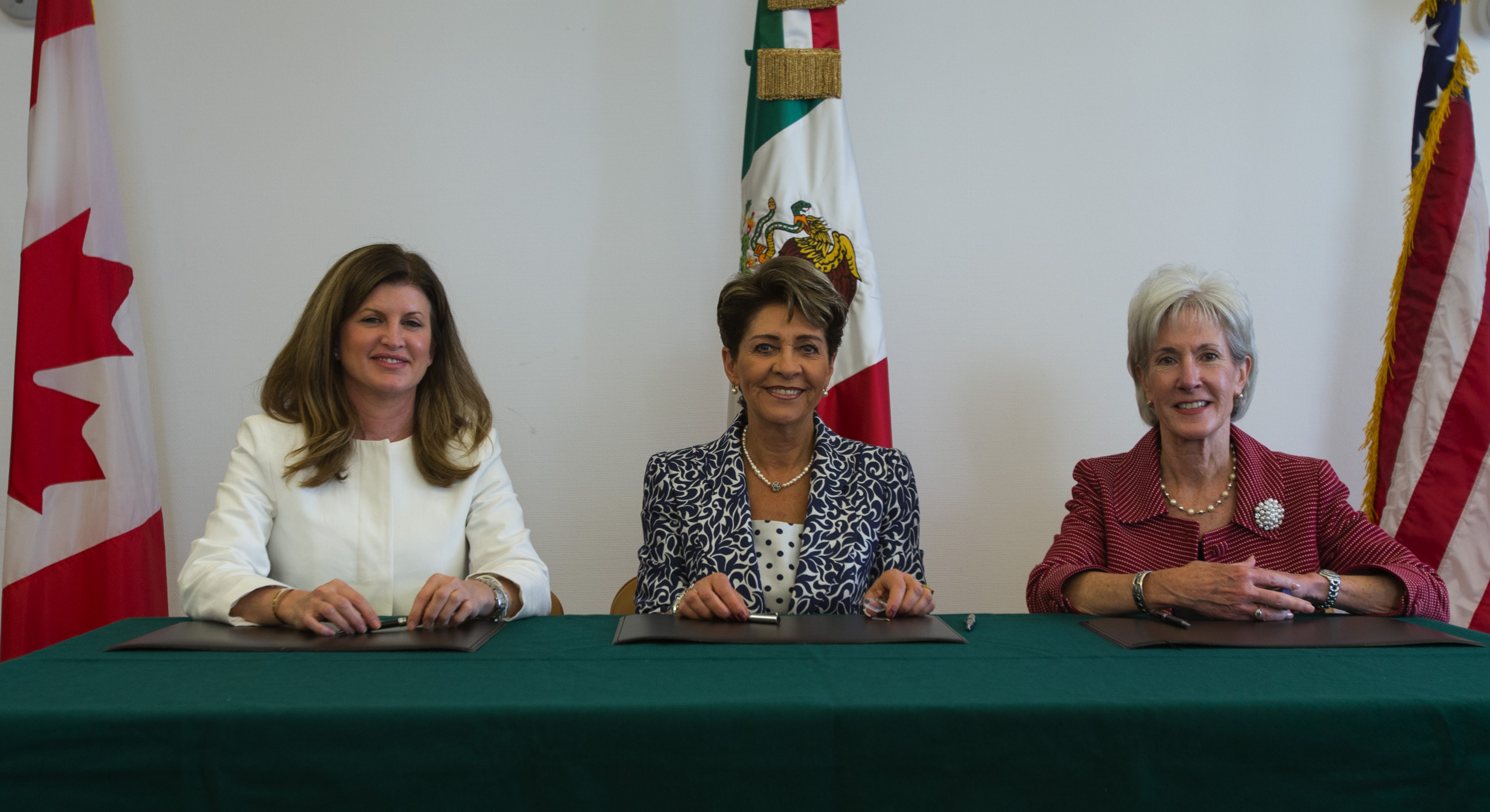
Амброуз на тристоронній зустрічі з Мерседес Хуаною Лопес і Кетлін Себеліус у 2014 році

У липні 2013 року Стівен Гарпер призначив Рону Амброуз міністеркою охорони здоров'я та залишив її міністеркою диверсифікації економіки Заходу.
Коли вона була членом парламенту, щоб підштовхнути Палату громад визнати переслідування єзидів геноцидом, Емброуз тісно співпрацювала з Надією Мурад, єзидською біженкою та лауреаткою Нобелівської премії миру. Вона також очолила боротьбу за канадійську програму для біженців. Суть програми була у тому, щоб повернути жінок і дівчат-єзидок, які були сексуально поневолені ІДІЛ, у безпечне місце в Канаді. Такі заходи призвели до порятунку понад 1000 жінок і дівчат.
11 червня 2015 року вона потрапила в заголовки газет через те, що була «обурена» тим, що (одноголосним рішенням) Верховний суд Канади розширив визначення того, що є медичною марихуаною, включивши олії, чаї, брауні тощо з попереднього обмеження на висушену марихуану. залишає, стверджуючи, що «марихуана ніколи не проходила процедуру схвалення регулюючими органами Міністерства охорони здоров'я Канади, яка вимагає суворих перевірок безпеки та клінічних випробувань із науковими доказами».
На запитання, чому не було проведено тестування, коли люди щодня вживають медичну марихуану, вона відповіла: «Це не моя робота як міністерки. Якщо є клінічні докази і компанія вирішила… для того, щоб передати його на процедуру затвердження нормативними органами, його буде розглянуто. Такого ніколи не було».

### Лідерка опозиції
Після того, як Консервативна партія зазнала поразки від лібералів на виборах 2015 року, Стівен Харпер пішов у відставку з поста лідера партії. Емброуз, яка була обрана в новому парламенті Стерджен-Рівер-Паркленд — по суті, приміській частині її старого округу — оголосила, що балотуватиметься на посаду тимчасової лідерки Консервативної партії. 5 листопада 2015 року її обрали на цю посаду.
Амброуз стала третьою жінкою-лідером найбільшої правоцентристської партії Канади. Першою була колишня прем'єр-міністерка Кім Кемпбелл, яка очолювала нині неіснуючу Прогресивну консервативну партію Канади, а другою була Дебора Ґрей із колишнього Канадійського альянсу. Вона також є третьою жінкою, яка стала лідеркою опозиції, після Грея та Ніколь Турмел з НДП. Усі троє виконували тимчасові обов'язки. За статутом партії, як тимчасова лідерка, вона не мала права балотуватися на посаду лідера/ліерки на наступних виборах до керівництва Консервативної партії Канади.
13 листопада 2015 року Амброуз відповіла на теракти в Парижі, вчинені угрупованням «Ісламська держава Іраку та Леванту». Амброуз заявила: «Боротьба з ІДІЛ (ІДІЛ) вимагає сильної гуманітарної, а також військової відповіді… Важливо, щоб ми залишалися рішучими та підтримували наших союзників».
Амброуз підтримує розслідування зниклих і вбитих жінок корінного населення.
У лютому 2017 року, ще будучи членом парламенту, Емброуз представила законопроєкт C-337 від приватного депутата, Закон про внесення змін до Закону про суддів і Кримінального кодексу, також відомий як Закон JUST. У разі ухвалення цей законопроект вимагатиме від суддів у Канаді проходити навчання щодо законодавства про сексуальні насильства, включаючи навчання міфам про зґвалтування, стереотипам щодо жертв і впливу травми на пам'ять. Закон JUST отримав широку підтримку експертів, експерток і груп захисту потерпілих і згодом був одноголосно прийнятий Палатою громад. Однак законопроект не пройшов третє читання в Сенаті, оскільки Сенат пішов у відпустку на літо 2019 року, не проголосувавши за Закон JUST. Це призвело до закінчення терміну дії документу про розпорядження, оскільки його було усунено до федеральних виборів у жовтні 2019 року.

### Відставка з парламенту
У травні 2017 року Амброуз оголосила своїй фракції, що залишить федеральну політику в кінці весняної сесії парламенту. У червні 2017 року, через кілька тижнів після обрання її наступника на посаді лідера консерваторів, вона подала у відставку. Її місце зайняв від консерваторів Дейн Ллойд, який переміг на додаткових виборах.

### Оголошення відставки
Амброуз заявила, що, хоча вона підтримує злиття Прогресивно-консервативної асоціації Альберти та Партії Вайлдроуза, вона не буде кандидаткою на посаду лідера запропонованої нової Об'єднаної консервативної партії Альберти.
Як запрошена наукова співробітниця, яка зосереджується на канадійсько-американській торгівлі та очолювала кампанію організації з навчання офіційних осіб обох країн щодо переваг інтегрованої економіки Північної Америки, вона приєдналася до Канадського інституту при Міжнародному науковому центрі Вудро Вільсона, мозкового центру у Вашингтоні, округ Колумбія.
Також вона була призначена членом консультативної ради NAFTA, створеної ліберальним урядом Трюдо в серпні 2017 року.
У 2018 році Рона Амброуз і Лорін Гарпер, дружина колишнього прем'єр-міністра Канади Стівена Гарпера, заснували фонд «Вона веде». "Вона веде — некомерційна організація, що базується в Альберті і спрямована на заохочення жінок балотуватися на посади та брати участь у громадському житті. Разом із ООН-Жінки Емброуз допоміг у запуску кампанії SHEInnovates Alberta (ВОНА інновує Альберту), що надає інструментарій, що необхідний для заохочення жінок до пошуку керівних посад та інновацій.
У травні 2020 року було оголошено, що Рона Амброуз увійшла до ради директорів компанії з виробництва електронних сигарет Juul.
Після поразки консерваторів на федеральних виборах у Канаді 2019 року Ендрю Шір пішов у відставку. Саме тоді Амброуз зіткнулася з тиском багатьох відомих консерваторів, які були противниками її балотування на посаду лідера партії в лідерських перегонах 2020 року. Під час прямої трансляції на Facebook у горах Альберти Емброуз оголосила, що не балотуватиметься на посаду лідера партії в січні 2020 року.

## Особисте життя
Амброуз одружена з Дж. П. Вейтчем, приватним інвестиційним бізнесменом і колишнім вершником на родео. Раніше, з 1994 по 2011 рік, вона була одружена з Брюсом Емброузом.

## Нагороди
- 6 лютого 2006 року Рона була приведена до присяги як член Таємної ради королеви Канади. Це дало їй почесний префікс «The Honorable» (шляхетна) і на все життя поштові іменні літери «PC».
- У 2008 році Амброуз була № 17 у рейтингу Western Standard «Liberty 100» найкращих канадійських «активістів та активісток, журналістів та журналісток, аналітичних центрів і прихильників свободи».[71]
- У 2012 році вона була нагороджена канадською версією діамантової ювілейної медалі королеви Єлизавети II.[72]

## Посади
Канцлерка, візитаторка, губернаторка, ректорка і стипендії
| Місцезнаходження | Дата                  | Заклад                                          | Посада                        |
| ---------------- | --------------------- | ----------------------------------------------- | ----------------------------- |
| Альберта         | 2020 рік – досьогодні | Школа державної політики в Університеті Калгарі | Почесна наукова співробітниця |

### Членство та стипендії
| Країна         | Дата                          | Організація                                                          | Позиція                                    |
| -------------- | ----------------------------- | -------------------------------------------------------------------- | ------------------------------------------ |
| Округ Колумбія | 16 травня 2017 р – досьогодні | Канадський інститут при Міжнародному науковому центрі Вудро Вільсона | Запрошена міжнародна наукова співробітниця |